# Cucullia herzi
Cucullia herzi är en fjärilsart som beskrevs av Alphéraky 1893. Cucullia herzi ingår i släktet Cucullia och familjen nattflyn. Inga underarter finns listade i Catalogue of Life.